# Dibox
Dibox, es un cableoperador argentino de televisión que opera en el interior de Argentina perteneciente a Red Intercable S.A., con presencia en 21 provincias.
Implementó por primera vez en la Argentina las transmisiones DVB-S2 MPEG-4 y realizó, al poco tiempo, las primeras transmisiones en Alta Definición (HD).

## Red Intercable
Red Intercable es una organización integrada por cableoperadores independientes de Televisión por cable de Argentina. Se compone de más de 230 pymes con presencia en más de 580 localidades de 21 provincias argentinas.

## Servicios

### Dibox HD
Dibox HD es un servicio de televisión por suscripción en formato digital. Ofrece la posibilidad de interacción y permite ver canales de TV en alta definición y radios. Actualmente cuenta con más de 30 señales HD, además de los canales analógicos.

### Dibox GO
Lanzado en noviembre de 2020, Dibox GO es un servicio multiplataforma de video a bajo demanda desarrollada en conjunto con Telecom, con la posibilidad de ver canales en vivo y contenido bajo demanda.